# Fouga CM.10
Dimensions
Le Fouga CM.10 est un prototype de planeur d'assaut, conçu en France par les ingénieurs Robert Castello et Pierre Mauboussin chez Fouga.

## Conception
C'est un monoplan à ailes semi-hautes sur un fuselage de section ovale dont la section varie sur toute la longueur. Les ailes et les empennages sont effilés. Ces formes sophistiquées ont le défaut de renchérir la fabrication alors que les planeurs d'assaut sont des objets consommables. Le train d’atterrissage principal est fixé sur les ailes ce qui l'allonge énormément et le rend fragile. 
Raymond Sirretta lui prévoit un grand avenir face au "caisses à savon munies d'ailes" utilisées pendant la Seconde Guerre mondiale.

## Vols
Le premier vol a lieu le 5 juin 1947. Le pilote est Léon Bourrieau et le mécanicien Gilles Breck.

## Accident
Le 5 mai 1948 le prototype 01 est remorqué par un Handley Page Halifax jusqu’à 3500 mètres d'altitude pour un essai de vitesse. À 305 km/h un Flutter d'ailerons pulvérise le planeur. Le pilote Léon Bourrieau et le mécanicien Gilles Breck se retrouvent au bout de leurs parachutes. Le pilote blessé au visage est conduit à l’hôpital de Corbeil par les gendarmes. Cet accident marque la fin d'un programme en décalage complet avec les besoins à la suite de l'utilisation grandissante des hélicoptères qui font le même travail avec plus de précision et sans sacrifier quasi systématiquement l'aéronef.
Le prototype 02 est alors modifié par l'ajout de deux moteurs de 500 cv Renault et baptisé Fouga CM.100.

## Variantes
- Fouga CM.100